# شهرستان هنگیانگ
شهرستان هنگیانگ (به لاتین: Hengyang County) یک منطقهٔ مسکونی در چین است که در هنگیانگ واقع شده‌است.